# Emil Constantinescu

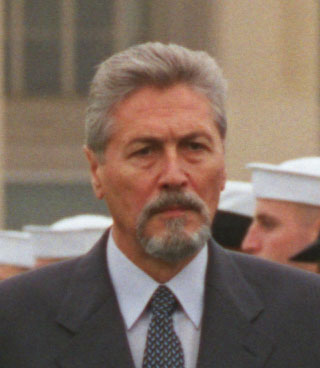
Emil Ion Constantinescu

Emil Ion Constantinescu (Tighina (Republiek Moldavië), 19 november 1939) was president van Roemenië tussen 1996 en 2000.
Hij volgde Ion Iliescu op, die in 2000 herkozen werd.

## Biografie
Emil Constantinescu studeerde van 1956 tot 1960 rechten aan de Universiteit van Boekarest en van 1960 tot 1961 werkte hij als assistent-rechter in Pitești. Hij raakte teleurgesteld in het communistische systeem van Roemenië en bezocht van 1961 tot 1966 de faculteit geologie/geografie van de Universiteit van Boekarest. In 1966 werd hij bachelor of geology en begon aan een carrière als geoloog. In 1966 werd hij assistent docent en in 1980, nadat hij doctor in de geologie van geworden, universitair docent aan de Universiteit van Boekarest. In 1991 werd hij hoogleraar in de geologie. In 1992 werd hij prorectorvan de Universiteit van Boekarest.
In 1990, kort na de Roemeense Revolutie, richtte Constantinescu de Burgeralliantie op, die in 1991 opging in het Roemeense Anti-Totalitaire Forum dat oppositie voerde tegen het bewind van president Ion Iliescu en zijn Front voor Nationale Redding. Later sloot het Roemeense Anti-Totalitaire Forum zich aan bij de Nationale Christen-Democratische Boerenpartij (Partidul Național Tărănesc - Creștin Democrat), dat op haar beurt weer onderdeel (vanaf 1992) was van de Democratie Conventie van Roemenië (Convenția Democrată Română). In juni 1992 werd Constantinescu namens de CDR kandidaat gesteld voor het presidentschap. Bij de eerste ronde van de presidentsverkiezingen, op 27 september 1992, verkreeg Constantinescu 31,2% van de stemmen, terwijl zijn voornaamste rivaar, Iliescu, 47,3% van de stemmen kreeg. Bij de tweede ronde van de presidentsverkiezingen verkreeg Constantinescu 38,6% van de stemmen en Iliescu 61,4% van de stemmen, hetgeen betekende dat Iliescu aan zijn tweede termijn als president kon beginnen. Eind 1992 werd Constantinescu wel tot voorzitter van CDR gekozen.
In 1995 stelde de CDR Constantinescu opnieuw kandidaat voor de presidentsverkiezingen die in 1996 zouden worden gehouden. Op 3 november 1996 werden zowel de parlementsverkiezingen gehouden die werden gewonnen door de CDR, en de presidentsverkiezingen. Zittend president Iliescu kreeg 32,2% van de stemmen en Constantinescu 28,2% van de stemmen. Daar geen van de twee kandidaten de vereiste meerderheid behaalde, volgde op 17 november 1996 een tweede ronde. Bij deze tweede ronde kreeg Constantinescu 54,4% van de stemmen en Iliescu 45,6% van de stemmen. Op 29 november 1996 werd hij tot president beëdigd. 

### Ambtstermijn als president
De verkiezing van Constantinescu kon rekenen op de sympathie van West-Europa en de Verenigde Staten van Amerika. Met de verkiezing van de prowesterse Constantinescu stegen de kansen voor het Roemeense lidmaatschap van de EU en de NAVO. Daarnaast kon Constantinescu rekenen op de steun van de bevolking. Gedurende het grootste deel van Constantinescu's presidentschap was Victor Ciorbea (CDR) premier (1996-1998). Hij bleek voorstander van een "schoktherapie" om de economie weer op de rails te krijgen. Daarnaast begon hij aan de versnelde privatisering van de staatsbedrijven. Deze snelle economische hervormingen gingen veel Roemenen te snel en de steun aan de regering nam snel af. Ministers van de Democratische Partij (PD) en de Democratische Unie van Hongaren in Roemenië (UDMR) trokken hun ministers uit het kabinet terug en op 30 maart 1998 diende Ciorbea zijn ontslag in. Het nieuwe kabinet onder Radu Vasile (CDR) probeerde de economie onder nog sneller tempo te hervormen, maar interne conflicten binnen dit kabinet leidden tot Vasile aftreden. Op 16 december 1999 werd de partijloze Mugur Isărescu premier. 
Het beleid van de CDR deed Roemenië niet goed: 40% Van de bevolking leefde in 2000 onder de armoedegrens. Emil Constantinescu had zijn krediet bij de bevolking verspeeld en bij de presidentsverkiezingen van november/december 2000 werd Ion Iliescu opnieuw tot president gekozen.
Na zijn presidentschap verliet Constantinescu de CDR en richtte de Volksactie (Acțiunea Populară) op.

### Bezoeken van buitenlandse staatshoofden aan Roemenië

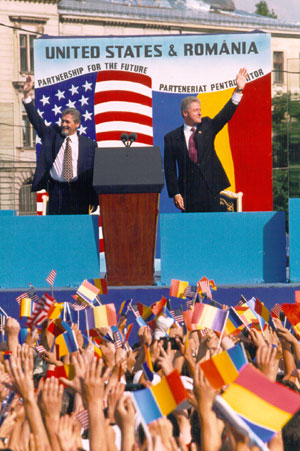
Emil Constantinescu ontvangt president Bill Clinton van de VS in Boekarest

Tijdens Constantinescu's presidentschap werd Roemenië onder andere bezocht door president Bill Clinton van de Verenigde Staten en president Jacques Chirac van Frankrijk.
Van 7 tot 9 mei 1999 bracht Paus Johannes Paulus II een bezoek aan Roemenië.